# Världsbiblioteket
För det fysiska biblioteket i Stockholm se Världsbiblioteket (Stockholm).
För den norska omröstningen från 2002 se Verdensbiblioteket.
Världsbiblioteket är en framröstad svensk lista över de hundra bästa böckerna. Listan röstades fram 1991 på uppdrag av Tidningen Boken av flera hundra svenska experter, såsom Svenska Akademien, Svenska Deckarakademin, bibliotekarier, litteraturvetare, författare, bokhandlare med flera.
Initiativet var inspirerat efter en fransk förlaga; La bibliotheque ideale. Listan mötte viss kritik eftersom böcker av svenska författare blev överrepresenterade med bland annat tre böcker av Harry Martinson.

## De 100 bästa böckerna
| Författare                 | Titel                              | Utgivning år     |
| -------------------------- | ---------------------------------- | ---------------- |
|                            | Bibeln                             | 150              |
| A. A. Milne                | Nalle Puh                          | 1926             |
| Aksel Sandemose            | Varulven                           | 1958             |
| Albert Camus               | Främlingen                         | 1942             |
| Alejo Carpentier           | Den förlorade porten               | 1953             |
| André Gide                 | Falskmyntarna                      | 1925             |
| Anton Tjechov              | Damen med hunden                   | 1899             |
| Astrid Lindgren            | Pippi Långstrump                   | 1945             |
| Astrid Lindgren            | Mio min Mio                        | 1954             |
| August Strindberg          | Röda rummet                        | 1879             |
| August Strindberg          | Hemsöborna                         | 1887             |
| Boris Pasternak            | Doktor Zjivago                     | 1957             |
| Buchi Emecheta             | Andra klassens medborgare          | 1974             |
| Carl Jonas Love Almqvist   | Drottningens juvelsmycke           | 1834             |
| Cervantes                  | Don Quijote                        | 1605             |
| Charles Baudelaire         | Ondskans blommor                   | 1857             |
| Charles Dickens            | Pickwickklubben                    | 1836             |
| Charles Dickens            | David Copperfield                  | 1850             |
| Colleen McCullough         | Törnfåglarna                       | 1977             |
| Cora Sandel                | Alberte-serien                     | 1926, 1931, 1939 |
| Dante Alighieri            | Den gudomliga komedin              | 1315             |
| Elsa Morante               | Historien                          | 1974             |
| Émile Zola                 | Thérèse Raquin                     | 1867             |
| Emily Brontë               | Svindlande höjder                  | 1847             |
| Eric Linklater             | Det blåser på månen                | 1944             |
| Erich Maria Remarque       | På västfronten intet nytt          | 1929             |
| Erik Lindegren             | Mannen utan väg                    | 1942             |
| Ernest Hemingway           | Och solen har sin gång             | 1926             |
| Ernest Hemingway           | Den gamle och havet                | 1952             |
| Eyvind Johnson             | Hans nådes tid                     | 1960             |
| Fjodor Dostojevskij        | Brott och straff                   | 1866             |
| Fjodor Dostojevskij        | Idioten                            | 1869             |
| Fjodor Dostojevskij        | Bröderna Karamazov                 | 1880             |
| Frans G. Bengtsson         | Röde Orm                           | 1941             |
| Franz Kafka                | Processen                          | 1925             |
| Franz Kafka                | Amerika                            | 1927             |
| Fritiof Nilsson Piraten    | Bokhandlaren som slutade bada      | 1937             |
| Gabriel García Márquez     | Hundra år av ensamhet              | 1967             |
| Georges Simenon            | Klockorna i Bicêtre                | 1963             |
| Graham Greene              | Brighton Rock                      | 1938             |
| Gustave Flaubert           | Madame Bovary                      | 1856             |
| Göran Tunström             | Juloratoriet                       | 1983             |
| Harry Martinson            | Nässlorna blomma                   | 1935             |
| Harry Martinson            | Vägen till Klockrike               | 1948             |
| Harry Martinson            | Aniara                             | 1956             |
| Herbjørg Wassmo            | Huset med den blinda glasverandan  | 1981             |
| Hermann Broch              | Vergilii död                       | 1945             |
| Hermann Hesse              | Stäppvargen                        | 1927             |
| Hjalmar Söderberg          | Doktor Glas                        | 1905             |
| Hjalmar Söderberg          | Den allvarsamma leken              | 1912             |
| Homeros                    | Odysséen                           | 700 f.Kr.        |
| Isabel Allende             | Andarnas hus                       | 1982             |
| Italo Calvino              | Klätterbaronen                     | 1957             |
| J.D. Salinger              | Räddaren i nöden                   | 1951             |
| Jaan Kross                 | Kejsarens galning                  | 1978             |
| James Joyce                | Odysseus                           | 1922             |
| Jaroslav Hašek             | Den tappre soldaten Švejk          | 1921             |
| Johann Wolfgang von Goethe | Faust                              | 1808             |
| John Irving                | Garp och hans värld                | 1978             |
| John Steinbeck             | Vredens druvor                     | 1939             |
| Joseph Conrad              | Mörkrets hjärta                    | 1899             |
| Joseph Heller              | Moment 22                          | 1961             |
| Jules Verne                | En världsomsegling under havet     | 1870             |
| Karin Boye                 | Kallocain                          | 1940             |
| Kenneth Grahame            | Det susar i säven                  | 1908             |
| Kerstin Ekman              | Hunden                             | 1986             |
| Leo Tolstoj                | Krig och fred                      | 1865             |
| Leo Tolstoj                | Anna Karenina                      | 1877             |
| Lewis Carroll              | Alice i Underlandet                | 1865             |
| Louis-Ferdinand Céline     | Resa till nattens ände             | 1932             |
| Maksim Gorkij              | Min barndom                        | 1913             |
| Marcel Proust              | På spaning efter den tid som flytt | 1913–1927        |
| Marianne Fredriksson       | Simon och ekarna                   | 1985             |
| Marilyn French             | Kvinnorummet                       | 1978             |
| Mark Twain                 | Huckleberry Finn                   | 1884             |
| Michail Bulgakov           | Mästaren och Margarita             | 1937             |
| Nils Ferlin                | Samlade dikter                     | 1930–1962        |
| P.C. Jersild               | Efter floden                       | 1982             |
| Per Anders Fogelström      | Stockholms-serien                  | 1960             |
| Pär Lagerkvist             | Barabbas                           | 1950             |
| Pär Lagerkvist             | Dvärgen                            | 1944             |
| Richard Adams              | Den långa flykten                  | 1972             |
| Selma Lagerlöf             | Kejsarn av Portugallien            | 1914             |
| Sigrid Undset              | Kristin Lavransdotter              | 1920–1922        |
| Sofokles                   | Konung Oidipus                     | 427 f.Kr.        |
| Stendhal                   | Rött och svart                     | 1830             |
| Stendhal                   | Kartusianklostret i Parma          | 1839             |
| Sven Delblanc              | Samuels bok                        | 1981             |
| Theodore Dreiser           | En amerikansk tragedi              | 1925             |
| Thomas Mann                | Huset Buddenbrook                  | 1901             |
| Thomas Mann                | Bergtagen                          | 1924             |
| Torgny Lindgren            | Batseba                            | 1984             |
| Vilhelm Moberg             | Utvandrarserien                    | 1949–1959        |
| Voltaire                   | Candide                            | 1759             |
| Väinö Linna                | Okänd soldat                       | 1954             |
| W. Somerset Maugham        | Den vassa eggen                    | 1944             |
| William Faulkner           | Ljus i augusti                     | 1932             |
| William Shakespeare        | Samlade verk                       | 1591–1653        |
| Yaşar Kemal                | Låt tistlarna brinna               | 1955             |
| Zaharia Stancu             | Djävulens plogfåra                 | 1948             |